# Geir Haarde
Geir Hilmar Haarde (Reykjavík, 8 d'abril de 1951) és un polític islandès que fou cap del govern del 15 de juny del 2006 a l'1 de febrer del 2009, i líder del Partit de la Independència entre 2005 i 2009. Al principi, va governar en coalició amb el Partit Progressista, però després de les eleccions del 2007, en les que el seu partit va millorar els seus resultats, Haarde fou reelegit per una nova coalició amb l'Aliança Socialdemòcrata, i van romandre al poder fins que la "Revolució de les Cassoles" els va obligar a dimitir el gener del 2009. El setembre del 2010, Haarde va esdevenir el primer governant islandès imputat per conductes irregulars en l'exercici del seu càrrec, i fou jutjat pel Landsdómur, un tribunal especial previst per la Constitució del 1905 per jutjar els delictes dels membres del Govern, i que es va haver de constituir per primer cop a la Història. Tot i que al principi tenia sis acusacions, dues foren retirades l'octubre del 2011, i finalment Haarde fou condemnat només per no haver reunit el Govern quan hi havia problemes greus a resoldre (la crisi financera islandesa de 2008-2011), i no va anar a la presó perquè el seu delicte fou considerat menor.